# تیلمنستون
تیلمنستون (به انگلیسی: Tilmanstone) یک روستا و محله مدنی در بریتانیا است که در شهر دوور واقع شده‌است. تیلمنستون ۴۰۱ نفر جمعیت دارد.